# Маврикійська рупія
Маврикійська рупія (англ. Mauritius Rupee, фр. Roupie de Maurice) — грошова одиниця Маврикію.
1 маврикійська рупія = 100 центів.
Емітетнотом валюти є Банк Маврикію.
В готівковому обігу перебувають купюри номіналом у 25, 50, 100, 200, 500, 1000, 2000 рупій. Офіційне міжнародне позначення цієї національної валюти — MUR (всередині країни — Rs).
Назва валюти об'єднує Маврикій з такими колишніми британськими колоніальними володіннями, як Індія і Пакистан, де в обігу перебувають індійська і пакистанська рупія відповідно. До 1878 року на території Маврикію використовувалася як засіб платежу індійська рупія. З 1934 року казначейство Маврикію стало випускати грошові білети й розмінну монету в маврикійських рупіях, які використовувалися нарівні з індійськими грошовими знаками.
| Серія 1999 року | Серія 1999 року | Серія 1999 року | Серія 1999 року | Серія 1999 року     | Серія 1999 року                  | Серія 1999 року                           | Серія 1999 року |
| Зображення      | Зображення      | Номінал (рупій) | Розміри (мм)    | Основні кольори     | Опис                             | Опис                                      | Рік друку       |
| Аверс           | Реверс          | Номінал (рупій) | Розміри (мм)    | Основні кольори     | Аверс                            | Реверс                                    | Рік друку       |
| --------------- | --------------- | --------------- | --------------- | ------------------- | -------------------------------- | ----------------------------------------- | --------------- |
|                 |                 | 25              | 66 х 135        | Фіолетовий, сірий   | Портрет сера Моілін Жан Ах-Чуена | Рибалка, будівля 1873 року на о. Родригес | 1999            |
|                 |                 | 50              | 68 х 140        | Синій, блакитний    | Портрет Жозе Маурі Патурау       | Палац                                     | 1999            |
|                 |                 | 100             | 70 х 145        | Червоний, рожевий   | Портрет Renganaden Seeneevassen  | Маєток                                    | 1999            |
|                 |                 | 200             | 72 х 150        | Зелений, фіолетовий | Портрет Абдул Мухамеда           | Торгова вулиця                            | 1999            |
|                 |                 | 500             | 74 х 155        | Червоний, жовтий    | Портрет Сукдео Бісундояла        | Університет Маврикію                      | 1999            |
|                 |                 | 1000            | 76 х 160        | Синій, помаранчевий | Портрет Шарль Гаетан Дюваль      | Комплекс будівель                         | 1999            |
|                 |                 | 2000            | 78 х 165        | Червоний, рожевий   | Портрет Сівусагура Ремгулама     | Селянин і віл, ще тягне візок             | 1999            |